# ایزیر
ایزیر (به فرانسوی: Aizier) یک کمون در فرانسه است که در Canton of Quillebeuf-sur-Seine واقع شده‌است.

## خصوصیات
ایزیر ۲٫۳۶ کیلومترمربع مساحت و ۱۱۸ نفر جمعیت دارد و ۲۷ متر بالاتر از سطح دریا واقع شده‌است.